# Europese kampioenschappen kortebaanzwemmen 2013
De Europese kampioenschappen kortebaanzwemmen 2013 werden van donderdag 12 tot en met zondag 15 december 2013 georganiseerd in de Jyske Bank Boxen in het Deense Herning.

## Wedstrijdschema
| Donderdag 12/12 | Vrijdag 13/12 | Zaterdag 14/12 | Zondag 15/12 |
| --- | --- | --- | --- |
| Series vanaf 9:00 uur | Series vanaf 9:30 uur lokale tijd | Series vanaf 9:30 uur lokale tijd | Series vanaf 9:30 uur lokale tijd |
| 50 m vrij mannen 50 m school vrouwen 200 m wissel mannen 100 m rug vrouwen 200 m rug mannen 100 m vlinder mannen 200 m vlinder vrouwen 100 m school mannen 200 m wissel vrouwen 400 m vrij mannen 100 m vrij vrouwen 4×50 m wissel mannen 4×50 m vrij vrouwen                                                                         | 50 m rug mannen 50 vlinder vrouwen 400 m wissel mannen 100 m wissel vrouwen 200 m school vrouwen 100 m vrij mannen 4×50 m wissel gemengd 800 m vrij vrouwen | 50 m rug vrouwen 50 m school mannen 400 m vrij vrouwen 100 m rug mannen 100 m school vrouwen 100 m wissel mannen 100 m vlinder vrouwen 200 m vlinder mannen 4×50 m vrij gemengd 1500 m vrij mannen | 50 vrij vrouwen 50 vlinder mannen 400 m wissel mannen 200 m school mannen 200 m vrij vrouwen 200 m vrij mannen 200 m rug vrouwen 4×50 m vrij mannen 4×50 m wissel vrouwen |
| Finales - vanaf 16:30 uur lokale tijd | | | |
| HF 50 m vrij mannen HF 50 m school vrouwen F 400 m vrij mannen F 200 m rug mannen HF 100 m rug vrouwen HF 100 m vlinder mannen F 200 m wissel vrouwen HF 100 m school mannen F 200 m vlinder vrouwen F 200 m wissel mannen HF 100 m vrij vrouwen F 50 m vrij mannen F 50 m school vrouwen F 4×50 m wissel mannen F 4×50m vrij vrouwen | SS 800 m vrij vrouwen HF 50 m rug mannen HF 50 vlinder vrouwen F 400 m wissel mannen F 200 m school vrouwen F 100 m school mannen F 100 m vrij vrouwen HF 100 m vrij mannen F 100 m rug vrouwen F 100 m vlinder mannen HF 100 m wissel vrouwen F 50 vlinder vrouwen F 50 m rug mannen F 4×50 m wissel gemengd | SS 1500 m vrij mannen HF 50 m rug vrouwen HF 50 m school mannen F 400 m vrij vrouwen HF 100 m wissel mannen HF 100 m school vrouwen HF 100 m rug mannen F 100 m wissel vrouwen F 200 m vlinder mannen HF 100 m vlinder vrouwen F 100 m vrij mannen F 50 m rug vrouwen F 50 m school mannen F 4×50 m vrij gemengd | HF 50 vrij vrouwen HF 50 vlinder mannen F 400 m wissel mannen F 200 m school mannen F 200 m vrij vrouwen F 100 m wissel mannen F 100 m vlinder vrouwen F 200 m vrij mannen F 100 m school vrouwen F 100 m rug mannen F 200 m rug vrouwen F 50 vrij vrouwen F 50 vlinder mannen F 4×50 m vrij mannen F 4×50 m wissel vrouwen |

## Selecties

### België
De Belgische zwembond selecteerde zeventien zwemmers voor dit toernooi, dertien mannen en vier vrouwen.
Mannen
- Jasper Aerents
- Jonas Coreelman
- Louis Croenen
- Gilles De Wilde
- Dieter Dekoninck
- Yoris Grandjean
- François Heersbrandt
- Lander Hendrickx
- Glenn Surgeloose
- Pieter Timmers
- Nils Van Audekerke
- Egon Van der Straeten
- Emmanuel Vanluchene

Vrouwen
- Kim Janssens
- Fanny Lecluyse
- Edith Mattens
- Jasmijn Verhaegen

### Nederland
De technisch directeur van de KNZB, Jacco Verhaeren, selecteerde negentien zwemmers voor dit toernooi, zeven mannen en twaalf vrouwen.
Mannen
- Bram Dekker
- Dion Dreesens
- Lucas Greven
- Mike Marissen
- Joost Reijns
- Sebastiaan Verschuren
- Ferry Weertman

Vrouwen
- Inge Dekker
- Anouk Elzerman
- Femke Heemskerk
- Saskia de Jonge
- Ranomi Kromowidjojo
- Maud van der Meer
- Moniek Nijhuis
- Sharon van Rouwendaal
- Rieneke Terink
- Tamara van Vliet
- Maaike de Waard
- Wendy van der Zanden

## Medailles
Legenda
- WR = Wereldrecord
- ER = Europees record
- CR = Kampioenschapsrecord

### Mannen
| Onderdeel            | Goud                                                                      | Goud     | Zilver                                                                        | Zilver   | Brons                                                                      | Brons    |
| -------------------- | ------------------------------------------------------------------------- | -------- | ----------------------------------------------------------------------------- | -------- | -------------------------------------------------------------------------- | -------- |
| Vrije slag           |                                                                           |          |                                                                               |          |                                                                            |          |
| 50 m                 | Vladimir Morozov Rusland                                                  | 20,77    | Marco Orsi Italië                                                             | 21,00    | Andrij Hovorov Oekraïne                                                    | 21,17    |
| 100 m                | Vladimir Morozov Rusland                                                  | 45,96    | Danila Izotov Rusland                                                         | 46,41    | Marco Orsi Italië                                                          | 46,49    |
| 200 m                | Danila Izotov Rusland                                                     | 1.41,70  | Nikita Lobintsev Rusland                                                      | 1.42,33  | Dominik Kozma Hongarije                                                    | 1.43,34  |
| 200 m                | Danila Izotov Rusland                                                     | 1.41,70  | Nikita Lobintsev Rusland                                                      | 1.42,33  | Filippo Magnini Italië                                                     | 1.43,34  |
| 400 m                | Nikita Lobintsev Rusland                                                  | 3.39,47  | Andrea Mitchell D'Arrigo Italië                                               | 3.40,54  | Velimir Stjepanović Servië                                                 | 3.40,91  |
| 1500 m               | Gergely Gyurta Hongarije                                                  | 14.30,26 | Pál Joensen Faeröer                                                           | 14.35,99 | Gabriele Detti Italië                                                      | 14.36,43 |
| Rugslag              |                                                                           |          |                                                                               |          |                                                                            |          |
| 50 m                 | Jérémy Stravius Frankrijk                                                 | 23,19    | Christian Diener Duitsland                                                    | 23,38    | Pavel Sankovitsj Wit-Rusland                                               | 23,45    |
| 100 m                | Jérémy Stravius Frankrijk                                                 | 49,74    | Camille Lacourt Frankrijk                                                     | 50,44    |                                                                            |          |
| 100 m                | Jérémy Stravius Frankrijk                                                 | 49,74    | Chris Walker-Hebborn Verenigd Koninkrijk                                      | 50,44    |                                                                            |          |
| 200 m                | Radosław Kawęcki Polen                                                    | 1.49,42  | Péter Bernek Hongarije                                                        | 1.50,43  | Christian Diener Duitsland                                                 | 1.51,40  |
| Schoolslag           |                                                                           |          |                                                                               |          |                                                                            |          |
| 50 m                 | Damir Dugonjič Slovenië                                                   | 26,21    | Giacomo Perez-Dortona Frankrijk                                               | 26,55    | Barry Murphy Ierland                                                       | 26,56    |
| 100 m                | Dániel Gyurta Hongarije                                                   | 57,08    | Marco Koch Duitsland                                                          | 57,14    | Damir Dugonjič Slovenië                                                    | 57,24    |
| 200 m                | Dániel Gyurta Hongarije                                                   | 2.00,72  | Michael Jamieson Verenigd Koninkrijk                                          | 2.01,43  | Marco Koch Duitsland                                                       | 2.01,62  |
| Vlinderslag          |                                                                           |          |                                                                               |          |                                                                            |          |
| 50 m                 | Andrij Hovorov Oekraïne                                                   | 22,36    | Steffen Deibler Duitsland                                                     | 22,41    | Jaoehen Tsoerkin Wit-Rusland                                               | 22,45    |
| 100 m                | Jevgeni Korotysjkin Rusland                                               | 49,68    | Jérémy Stravius Frankrijk                                                     | 50,09    | Steffen Deibler Duitsland                                                  | 50,23    |
| 200 m                | Velimir Stjepanović Servië                                                | 1.51,27  | Paweł Korzeniowski Polen                                                      | 1.51,36  | Nikolaj Skvortsov Rusland                                                  | 1.51,62  |
| Wisselslag           |                                                                           |          |                                                                               |          |                                                                            |          |
| 100 m                | Vladimir Morozov Rusland                                                  | 51,20    | Sergej Fesikov Rusland                                                        | 52,23    | Stefano Pizzamiglio Italië                                                 | 52,81    |
| 200 m                | Philip Heintz Duitsland                                                   | 1.53,90  | Simon Sjödin Zweden                                                           | 1.54,28  | Diogo Filipe Carvalho Portugal                                             | 1.54,89  |
| 400 m                | Dávid Verrasztó Hongarije                                                 | 4.03,48  | Gal Nevo Israël                                                               | 4.03,50  | Federico Turrini Italië                                                    | 4.03,94  |
| Vrije slag estafette |                                                                           |          |                                                                               |          |                                                                            |          |
| 4×50 m               | Rusland Vladimir Morozov Sergej Fesikov Jevgeni Lagoenov Nikita Konovalov | 1.23,36  | Italië Luca Dotto Federico Bocchia Filippo Magnini Marco Orsi                 | 1.24,37  | België Jasper Aerents Pieter Timmers François Heersbrandt Yoris Grandjean  | 1.24,86  |
| Wisselslagestafette  |                                                                           |          |                                                                               |          |                                                                            |          |
| 4×50 m               | Italië Stefano Pizzamiglio Francesco Di Lecce Piero Codia Marco Orsi      | 1.32,83  | Duitsland Christian Diener Hendrik Feldwehr Steffen Deibler Maximilian Oswald | 1.33,06  | Wit-Rusland Pavel Sankovich Yury Klemparski Yauhen Tsurkin Artyom Machekin | 1.34,56  |

### Vrouwen
| Onderdeel            | Goud                                                                            | Goud                 | Zilver                                                                            | Zilver  | Brons                                                                                | Brons   |
| -------------------- | ------------------------------------------------------------------------------- | -------------------- | --------------------------------------------------------------------------------- | ------- | ------------------------------------------------------------------------------------ | ------- |
| Vrije slag           |                                                                                 |                      |                                                                                   |         |                                                                                      |         |
| 50 m                 | Ranomi Kromowidjojo Nederland                                                   | 23,36                | Sarah Sjöström Zweden                                                             | 23,79   | Aleksandra Gerasimenia Wit-Rusland                                                   | 23,83   |
| 100 m                | Ranomi Kromowidjojo Nederland                                                   | 51,78                | Sarah Sjöström Zweden                                                             | 51,99   | Aleksandra Gerasimenia Wit-Rusland                                                   | 52,34   |
| 200 m                | Federica Pellegrini Italië                                                      | 1.52,80              | Charlotte Bonnet Frankrijk                                                        | 1.53,26 | Veronika Popova Rusland                                                              | 1.53,62 |
| 400 m                | Mireia Belmonte Spanje                                                          | 3.56,14              | Lotte Friis Denemarken                                                            | 3.58,35 | Federica Pellegrini Italië                                                           | 3.58,90 |
| 800 m                | Mireia Belmonte Spanje                                                          | 8.05,18              | Lotte Friis Denemarken                                                            | 8.08,68 | Sharon van Rouwendaal Nederland                                                      | 8.14,24 |
| Rugslag              |                                                                                 |                      |                                                                                   |         |                                                                                      |         |
| 50 m                 | Simona Baumrtová Tsjechië                                                       | 26,26                | Aleksandra Urbańczyk Polen                                                        | 26,31   | Michelle Coleman Zweden                                                              | 26,67   |
| 100 m                | Mie Nielsen Denemarken                                                          | 55,99 ER             | Simona Baumrtová Tsjechië                                                         | 56,28   | Daryna Zevina Oekraïne                                                               | 56,94   |
| 200 m                | Daryna Zevina Oekraïne                                                          | 2.02,20              | Simona Baumrtová Tsjechië                                                         | 2.03,06 | Katinka Hosszú Hongarije                                                             | 2.03,81 |
| Schoolslag           |                                                                                 |                      |                                                                                   |         |                                                                                      |         |
| 50 m                 | Joelia Jefimova Rusland                                                         | 29,04 CR             | Rūta Meilutytė Litouwen                                                           | 29,10   | Moniek Nijhuis Nederland                                                             | 29,79   |
| 100 m                | Rūta Meilutytė Litouwen                                                         | 1.02,92 CR           | Joelia Jefimova Rusland                                                           | 1.02,96 | Rikke Møller Pedersen Denemarken                                                     | 1.04,39 |
| 200 m                | Joelia Jefimova RuslandRikke Møller Pedersen Denemarken                         | 2.14,39 WR2.15,21 ER | Vitalina Simonova Rusland                                                         | 2.18,88 |                                                                                      |         |
| Vlinderslag          |                                                                                 |                      |                                                                                   |         |                                                                                      |         |
| 50 m                 | Sarah Sjöström Zweden                                                           | 24,90                | Jeanette Ottesen Gray Denemarken                                                  | 25,03   | Inge Dekker Nederland                                                                | 25,29   |
| 100 m                | Sarah Sjöström Zweden                                                           | 55,78                | Jemma Lowe Verenigd Koninkrijk                                                    | 56,32   | Jeanette Ottesen Gray Denemarken                                                     | 56,42   |
| 200 m                | Mireia Belmonte Spanje                                                          | 2.01,52 ER           | Franziska Hentke Duitsland                                                        | 2.03,47 | Jemma Lowe Verenigd Koninkrijk                                                       | 2.04,51 |
| Wisselslag           |                                                                                 |                      |                                                                                   |         |                                                                                      |         |
| 100 m                | Rūta Meilutytė Litouwen                                                         | 57,68                | Katinka Hosszú Hongarije                                                          | 57,96   | Siobhan-Marie O'Connor Verenigd Koninkrijk                                           | 58,26   |
| 200 m                | Katinka Hosszú Hongarije                                                        | 2.04,33              | Siobhan-Marie O'Connor Verenigd Koninkrijk                                        | 2.06,73 | Sophie Allen Verenigd Koninkrijk                                                     | 2.06,86 |
| 400 m                | Mireia Belmonte Spanje                                                          | 4.21,23 CR           | Katinka Hosszú Hongarije                                                          | 4.24,69 | Aimee Willmott Verenigd Koninkrijk                                                   | 4.25,37 |
| Vrije slag estafette |                                                                                 |                      |                                                                                   |         |                                                                                      |         |
| 4×50 m               | Denemarken Pernille Blume Jeanette Ottesen Gray Kelly Rasmussen Mie Nielsen     | 1.37,04              | Zweden Michelle Coleman Sarah Sjöström Louise Hansson Magdalena Kuras             | 1.37,08 | Rusland Rozalja Nasretdinova Veronika Popova Jelizaveta Bazarova Svetlana Knjaginina | 1.37,13 |
| Wisselslagestafette  |                                                                                 |                      |                                                                                   |         |                                                                                      |         |
| 4×50 m               | Rusland Darja Oestinova Joelia Jefimova Svetlana Tsjimrova Rozalja Nasretdinova | 1.44,67              | Denemarken Mie Nielsen Rikke Møller Pedersen Jeanette Ottesen Gray Pernille Blume | 1.44,81 | Zweden Michelle Coleman Jennie Johansson Sarah Sjöström Louise Hansson               | 1.46,08 |

### Gemengd
| Onderdeel            | Goud                                                                         | Goud       | Zilver                                                             | Zilver  | Brons                                                                         | Brons   |
| -------------------- | ---------------------------------------------------------------------------- | ---------- | ------------------------------------------------------------------ | ------- | ----------------------------------------------------------------------------- | ------- |
| Vrije slag estafette |                                                                              |            |                                                                    |         |                                                                               |         |
| 4×50 m               | Rusland Sergej Fesikov Vladimir Morozov Rozalja Nasretdinova Veronika Popova | 1.29,53 WR | Italië Luca Dotto Marco Orsi Silvia di Pietro Erika Ferraioli      | 1.30,26 | Nederland Inge Dekker Mike Marissen Sebastiaan Verschuren Ranomi Kromowidjojo | 1.30,62 |
| Wisselslagestafette  |                                                                              |            |                                                                    |         |                                                                               |         |
| 4×50 m               | Duitsland Christian Diener Caroline Ruhnau Steffen Deibler Dorothea Brandt   | 1.39,32,   | Tsjechië Simona Baumrtová Petr Bartůněk Lucie Svěcená Tomáš Plevko | 1.39,54 | Italië Niccolo' Bonacchi Francesco Di Lecce Ilaria Bianchi Erika Ferraioli    | 1.39,68 |

## Medailleklassement
| Plaats | Land                | Goud | Zilver | Brons | Totaal |
| 1      | Rusland             | 13   | 5      | 4     | 22     |
| 2      | Hongarije           | 5    | 3      | 2     | 10     |
| 3      | Spanje              | 4    | 0      | 0     | 4      |
| 4      | Denemarken          | 2    | 5      | 2     | 9      |
| 5      | Zweden              | 2    | 4      | 2     | 8      |
| 6      | Frankrijk           | 2    | 3      | 1     | 6      |
| 7      | Litouwen            | 2    | 1      | 0     | 3      |
| 8      | Nederland           | 2    | 0      | 4     | 6      |
| 9      | Oekraïne            | 2    | 0      | 2     | 4      |
| 10     | Italië              | 1    | 5      | 6     | 12     |
| 11     | Duitsland           | 1    | 5      | 4     | 10     |
| 12     | Tsjechië            | 1    | 2      | 1     | 4      |
| 13     | Polen               | 1    | 2      | 0     | 3      |
| 14     | Servië              | 1    | 0      | 1     | 2      |
| 14     | Slovenië            | 1    | 0      | 1     | 2      |
| 16     | Verenigd Koninkrijk | 0    | 3      | 5     | 8      |
| 17     | Faeröer             | 0    | 1      | 0     | 1      |
| 17     | Israël              | 0    | 1      | 0     | 1      |
| 19     | Wit-Rusland         | 0    | 0      | 4     | 4      |
| 20     | België              | 0    | 0      | 1     | 1      |
| 20     | Ierland             | 0    | 0      | 1     | 1      |
| 20     | Portugal            | 0    | 0      | 1     | 1      |
| Total  | Total               | 40   | 40     | 42    | 122    |